# Orietta Lozano
Orietta Lozano (Cali, 1956) es una poeta colombiana. Se desempeñó por varios años como directora de la Biblioteca del Centenario de su ciudad natal. Sus textos han sido traducidos en parte al inglés, francés y portugués, así como seleccionados en distintas antologías nacionales e hispanoamericanas. Participó en distintos festivales de poesía en Francia, Estados Unidos y Colombia. 

## Obras
- Fuego secreto (1980)
- Memoria de los espejos (1983)
- Poesía para amantes (1983)
- El vampiro esperado (1987)
- Antología de Alejandra Pizarnik (Ensayo, 1992)
- Luminar (Novela, 1994)
- Antología amorosa (1996)
- El solar de la esfera (2002)
- Agua ebria (2005)
- Peldaños de agua (2010)
- Resplandor del Abismo (2011)

## Premios
- Premio nacional de poesía Eduardo Cote Lamus, 1986
- Premio nacional de poesía Aurelio Arturo, 1992
- Premio mejor poema erótico colombiano, Casa de Poesía Silva, 1994